# Контрада Казе Нуове (Потенца)
Контрада Казе Нуове (итал. Contrada Case Nuove) је насеље у Италији у округу Потенца, региону Базиликата.
Према процени из 2011. у насељу је живело 17 становника. Насеље се налази на надморској висини од 496 м.